# Igor de Camargo
Pour les articles homonymes, voir Camargo.
Igor de Camargo, né le 12 mai 1983 à Porto Feliz au Brésil, est un footballeur international belge, d'origine brésilienne, qui joue au poste d'attaquant.
Il représente la Belgique sur le plan international entre 2009 et 2012. Il est actuellement l'entraîneur princpal des Francs Borains.

## Biographie

### En club

#### Débuts en Belgique
Igor de Camargo arrive en Belgique en novembre 2000 au KRC Genk, avec lequel il s'engage pour quatre ans. Après une saison avec les espoirs, il est intégré au noyau de l'équipe première mais joue très peu. Il découvre néanmoins la Ligue des champions lors d'un déplacement au Real Madrid (défaite 6-0), entrant au jeu à dix minutes du terme. Barré notamment par Wesley Sonck, Kevin Vandenbergh et Moumouni Dagano, il est prêté en 2003-2004 à Heusden-Zolder, club-satellite du Racing. Il y gagne sa place de titulaire et inscrit dix buts en 33 matches. Grâce à ses bonnes prestations, il reçoit une nouvelle chance en équipe première à Genk la saison suivante mais ne confirme pas. Finalement, il quitte le club en janvier pour rejoindre le FC Brussels.
Dans la capitale, Igor de Camargo retrouve une place dans le onze de base et aide les Bruxellois à se maintenir en première division. Il commence 2005-2006 sur les chapeaux de roues, inscrivant neuf buts en quinze rencontres. En janvier 2006, il est acquis par le Standard de Liège pour un montant d'1 500 000 €.

#### Deux titres avec le Standard
Il est titularisé dès son arrivée chez les « Rouches » et il ne lui faut que deux matches pour inscrire son premier but sous ses nouvelles couleurs. Malheureusement, il se fracture le tibia après cinq rencontres et reste écarté des terrains jusqu'à la mi-octobre. De Camargo retrouve ensuite une place de titulaire et marque quatorze goals toutes compétitions confondues, permettant à son club de terminer à la troisième place du championnat et d'atteindre la finale de la Coupe de Belgique, perdue face au FC Bruges. La saison suivante, il est repositionné comme milieu de terrain offensif axial, derrière le duo d'attaquants composé de Dieumerci Mbokani et Milan Jovanović. Il inscrit tout de même dix buts, aidant son équipe à décrocher un titre de champion de Belgique espéré depuis 25 ans en bord de Meuse. Un an plus tard, il remporte à nouveau les lauriers nationaux après un double test-match contre les rivaux du Sporting Anderlecht, synonymes de qualification directe pour les poules de la Ligue des champions.
Il inscrit son premier but en Ligue des champions lors d'un déplacement à l'Olympiakos, perdu 2-1. Les Liégeois terminent à la troisième place de leur groupe et sont donc reversés en Ligue Europa, dont ils atteignent les quarts de finale grâce notamment à trois goals en six rencontres d'Igor de Camargo. En championnat par contre, les temps sont durs : le club ne parvient pas à se classer dans le top six ni à se qualifier pour une compétition européenne. Le 22 avril 2010, soit quatre jours après la fin de la saison, il annonce son départ pour Mönchengladbach. Le Standard reçoit une indemnité de 4 000 000 € .

#### Passage en Allemagne
Lors de ses premières semaines en Allemagne, il est le plus souvent réserviste dans un Borussia qui vit une année difficile. Dernier à la mi-championnat, le club accroche in-extremis les barrages pour le maintien, remportés face au VfL Bochum. Igor de Camargo, progressivement devenu titulaire, inscrit le seul goal du match aller et délivre la passe décisive sur l'égalisation au match retour. La saison suivante est bien meilleure pour les Fohlen, qui terminent à la quatrième place, et pour le joueur, rappelé en équipe nationale. En 2012-2013, il perd sa place dans le onze de base et doit se contenter de montées au jeu en fin de rencontre. En janvier, son entraîneur lui signifie qu'il peut partir : il est alors prêté jusqu'en fin de saison au TSG 1899 Hoffenheim, à la lutte pour demeurer en Bundesliga. Il y fera que huit apparitions (pour un seul but). Durant le mercato estival, il est placé sur la liste des transferts par le Borussia Mönchengladbach.

#### Retour en Belgique, intervalle à Chypre
Après plusieurs jours de négociation, le président du Standard Roland Duchâtelet annonce le 10 juillet 2013 le retour de l'attaquant belgo-brésilien à Liège, pour un montant évalué entre 1 500 000 € et 2 000 000 €. Il signe un contrat de trois ans, avec une option pour une année supplémentaire.
Toutefois, Igor plie bagage en 2015 pour retourner au KRC Genk, club où il commença sa carrière professionnelle. Douze mois plus tard, il s'envole pour Nicosie.
En 2018, il rejoint le KV Malines, participant à l'épopée pour faire remonter le club parmi l'élite et gagnant même la Coupe de Belgique au passage. En coulisse, l'année est par contre très difficile car le Malinwa est poursuivi dans l'opération mains propres du football belge. Devenu joker de luxe en 2021, derrière Hugo Cuypers et Ferdy Druijf, il décide de quitter les Sang et Or. Pour l'anecdote, il a lors de la saison 2020-2021 endossé pour un match le rôle de T2, la majorité du staff étant en quarantaine COVID-19.
En janvier 2022, il s'engage avec le RWD Molenbeek et revient ainsi au stade Edmond Machtens dix-sept ans après l'avoir quitté. Il raccroche les crampons à l'issue de l'exercice.

### En sélections nationales
Quelques semaines après avoir obtenu la nationalité belge, il est appelé pour la première fois chez les Diables Rouges de René Vandereycken avec qui il dispute son premier match international le 11 février 2009 contre la Slovénie, en tant que titulaire.
De Camargo compte quinze sélections avec l'équipe nationale belge, pour neuf rencontres effectivement jouées. Son dernier match remonte au 25 mai 2012 face au Monténégro : il a par après encore fait partie du noyau pour cinq autres matches mais n'est pas monté au jeu lors de ceux-ci.

## Statistiques

### En club
| Saison                | Club                       | Championnat           | Championnat | Championnat | Championnat | Coupe(s) nationale(s) | Coupe(s) nationale(s) | Coupe(s) nationale(s) | Supercoupe | Supercoupe | Supercoupe | Compétition(s) continentale(s) | Compétition(s) continentale(s) | Compétition(s) continentale(s) | Compétition(s) continentale(s) | Autres compétitions | Autres compétitions | Autres compétitions | Autres compétitions | Belgique | Belgique | Belgique | Total | Total | Total |
| Saison                | Club                       | Division              | M.          | B.          | P.d.        | M.                    | B.                    | P.d.                  | M.         | B.         | P.d.       | Comp.                          | M.                             | B.                             | P.d.                           | Comp.               | M.                  | B.                  | P.d.                | M.       | B.       | P.d.     | M.    | B.    | P.d.  |
| 2001-2002             | KRC Genk                   | Division 1            | 4           | 1           | 0           | -                     | -                     | -                     | -          | -          | -          | -                              | -                              | -                              | -                              | -                   | -                   | -                   | -                   | -        | -        | -        | 4     | 1     | 0     |
| 2002-2003             | KRC Genk                   | Division 1            | 6           | 0           | 0           | -                     | -                     | -                     | -          | -          | -          | C1                             | 1                              | 0                              | 0                              | -                   | -                   | -                   | -                   | -        | -        | -        | 7     | 0     | 0     |
| 2004-2005             | KRC Genk                   | Division 1            | 15          | 1           | 2           | 1                     | 1                     | 0                     | -          | -          | -          | CI                             | 6                              | 2                              | 0                              | -                   | -                   | -                   | -                   | -        | -        | -        | 22    | 4     | 2     |
| 2003-2004             | Heusden-Zolder SK (prêt)   | Division 1            | 33          | 9           | 2           | 4                     | 1                     | 0                     | -          | -          | -          | -                              | -                              | -                              | -                              | -                   | -                   | -                   | -                   | -        | -        | -        | 37    | 10    | 2     |
| Sous-total            | Sous-total                 | Sous-total            | 58          | 11          | 4           | 5                     | 2                     | 0                     | -          | -          | -          | -                              | 7                              | 2                              | 0                              | -                   | -                   | -                   | -                   | -        | -        | -        | 70    | 15    | 4     |
| 2004-2005             | FCM Brussels               | Division 1            | 13          | 5           | 1           | -                     | -                     | -                     | -          | -          | -          | -                              | -                              | -                              | -                              | -                   | -                   | -                   | -                   | -        | -        | -        | 13    | 5     | 1     |
| 2005-2006             | FCM Brussels               | Division 1            | 15          | 9           | 0           | -                     | -                     | -                     | -          | -          | -          | -                              | -                              | -                              | -                              | -                   | -                   | -                   | -                   | -        | -        | -        | 15    | 9     | 0     |
| Sous-total            | Sous-total                 | Sous-total            | 28          | 14          | 1           | -                     | -                     | -                     | -          | -          | -          | -                              | -                              | -                              | -                              | -                   | -                   | -                   | -                   | -        | -        | -        | 28    | 14    | 1     |
| 2005-2006             | Standard de Liège          | Division 1            | 4           | 1           | 3           | 1                     | 0                     | 0                     | -          | -          | -          | -                              | -                              | -                              | -                              | -                   | -                   | -                   | -                   | -        | -        | -        | 5     | 1     | 3     |
| 2006-2007             | Standard de Liège          | Division 1            | 24          | 10          | 6           | 6                     | 5                     | 0                     | -          | -          | -          | -                              | -                              | -                              | -                              | -                   | -                   | -                   | -                   | -        | -        | -        | 30    | 15    | 6     |
| 2007-2008             | Standard de Liège          | Division 1            | 32          | 8           | 1           | 4                     | 1                     | 1                     | -          | -          | -          | C3                             | 4                              | 1                              | 0                              | -                   | -                   | -                   | -                   | -        | -        | -        | 40    | 10    | 2     |
| 2008-2009             | Standard de Liège          | Division 1            | 27          | 8           | 4           | 1                     | 0                     | 1                     | 1          | 0          | 0          | C1+C3                          | 2+7                            | 0+2                            | 0+0                            | TM                  | 2                   | 0                   | 0                   | 2        | 0        | 0        | 42    | 10    | 5     |
| 2009-2010             | Standard de Liège          | Division 1            | 23          | 4           | 6           | 1                     | 0                     | 0                     | 1          | 0          | 0          | C1+C3                          | 5+6                            | 1+3                            | 0+1                            | PO2                 | 4                   | 2                   | 1                   | 2        | 0        | 0        | 42    | 10    | 8     |
| Sous-total            | Sous-total                 | Sous-total            | 110         | 31          | 20          | 13                    | 6                     | 2                     | 2          | 0          | 0          | -                              | 24                             | 7                              | 1                              | -                   | 6                   | 2                   | 1                   | 4        | 0        | 0        | 159   | 46    | 24    |
| 2010-2011             | Borussia Mönchengladbach   | Bundesliga            | 19          | 7           | 2           | 2                     | 0                     | 0                     | -          | -          | -          | -                              | -                              | -                              | -                              | BR                  | 2                   | 1                   | 1                   | -        | -        | -        | 23    | 8     | 3     |
| 2011-2012             | Borussia Mönchengladbach   | Bundesliga            | 25          | 5           | 1           | 4                     | 1                     | 2                     | -          | -          | -          | -                              | -                              | -                              | -                              | -                   | -                   | -                   | -                   | 5        | 0        | 1        | 34    | 6     | 4     |
| 2012-2013             | Borussia Mönchengladbach   | Bundesliga            | 14          | 2           | 0           | 2                     | 0                     | 0                     | -          | -          | -          | C1+C3                          | 2+4                            | 0+3                            | 0+0                            | -                   | -                   | -                   | -                   | -        | -        | -        | 22    | 5     | 0     |
| 2012-2013             | TSG 1899 Hoffenheim (prêt) | Bundesliga            | 8           | 1           | 0           | -                     | -                     | -                     | -          | -          | -          | -                              | -                              | -                              | -                              | BR                  | 0                   | 0                   | 0                   | -        | -        | -        | 8     | 1     | 0     |
| Sous-total            | Sous-total                 | Sous-total            | 66          | 15          | 3           | 8                     | 1                     | 2                     | -          | -          | -          | -                              | 6                              | 3                              | 0                              | -                   | 2                   | 1                   | 1                   | 5        | 0        | 1        | 87    | 20    | 7     |
| 2013-2014             | Standard de Liège          | Division 1            | 21          | 3           | 0           | 1                     | 0                     | 0                     | -          | -          | -          | C3                             | 7                              | 3                              | 2                              | PO1                 | 9                   | 2                   | 2                   | -        | -        | -        | 38    | 8     | 4     |
| 2014-2015             | Standard de Liège          | Division 1            | 27          | 10          | 1           | 2                     | 0                     | 0                     | -          | -          | -          | C1+C3                          | 4+6                            | 0+0                            | 1+0                            | PO1                 | 10                  | 1                   | 1                   | -        | -        | -        | 49    | 11    | 3     |
| 2015-2016             | KRC Genk                   | Division 1            | 23          | 6           | 2           | 3                     | 1                     | 0                     | -          | -          | -          | -                              | -                              | -                              | -                              | PO1+BE              | 6+1                 | 0+0                 | 2+0                 | -        | -        | -        | 33    | 7     | 4     |
| Sous-total            | Sous-total                 | Sous-total            | 71          | 19          | 3           | 6                     | 1                     | 0                     | -          | -          | -          | -                              | 17                             | 3                              | 3                              | -                   | 26                  | 3                   | 5                   | -        | -        | -        | 120   | 26    | 11    |
| 2016-2017             | APOEL Nicosie              | Cyta Championship     | 20          | 9           | 5           | 8                     | 1                     | 0                     | 1          | 0          | 0          | C1+C3                          | 4+8                            | 0+2                            | 0+1                            | PO                  | 7                   | 1                   | 0                   | -        | -        | -        | 48    | 13    | 6     |
| 2017-2018             | APOEL Nicosie              | Cyta Championship     | 20          | 11          | 7           | 4                     | 4                     | 0                     | 0          | 0          | 0          | C1                             | 11                             | 3                              | 0                              | PO                  | 5                   | 4                   | 1                   | -        | -        | -        | 40    | 22    | 8     |
| Sous-total            | Sous-total                 | Sous-total            | 40          | 20          | 12          | 12                    | 5                     | 0                     | 1          | 0          | 0          | -                              | 23                             | 5                              | 1                              | -                   | 12                  | 5                   | 1                   | -        | -        | -        | 88    | 35    | 14    |
| 2018-2019             | KV Malines                 | Division 1B           | 25          | 14          | 3           | 7                     | 3                     | 1                     | -          | -          | -          | -                              | -                              | -                              | -                              | BT                  | 1                   | 0                   | 0                   | -        | -        | -        | 33    | 17    | 4     |
| 2019-2020             | KV Malines                 | Division 1A           | 27          | 10          | 1           | -                     | -                     | -                     | 1          | 0          | 0          | -                              | -                              | -                              | -                              | -                   | -                   | -                   | -                   | -        | -        | -        | 28    | 10    | 1     |
| 2020-2021             | KV Malines                 | Division 1A           | 27          | 8           | 1           | 3                     | 0                     | 0                     | -          | -          | -          | -                              | -                              | -                              | -                              | PO2                 | 6                   | 1                   | 0                   | -        | -        | -        | 36    | 9     | 1     |
| 2021-2022             | KV Malines                 | Division 1A           | 10          | 0           | 0           | 2                     | 2                     | 0                     | -          | -          | -          | -                              | -                              | -                              | -                              | PO2                 | -                   | -                   | -                   | -        | -        | -        | 12    | 2     | 0     |
| Sous-total            | Sous-total                 | Sous-total            | 89          | 32          | 5           | 12                    | 5                     | 1                     | 1          | 0          | 0          | -                              | -                              | -                              | -                              | -                   | 7                   | 1                   | 0                   | -        | -        | -        | 109   | 38    | 6     |
| 2021-2022             | RWD Molenbeek              | Division 1B           | 11          | 2           | 1           | -                     | -                     | -                     | -          | -          | -          | -                              | -                              | -                              | -                              | PO3                 | 2                   | 0                   | 0                   | -        | -        | -        | 13    | 2     | 1     |
| Total sur la carrière | Total sur la carrière      | Total sur la carrière | 473         | 144         | 49          | 56                    | 20                    | 5                     | 4          | 0          | 0          | -                              | 77                             | 20                             | 5                              | -                   | 55                  | 12                  | 8                   | 9        | 0        | 1        | 674   | 196   | 68    |

### En sélections nationales
| Saison                | Sélection             | Campagne              | Phases finales | Phases finales | Phases finales | Éliminatoires | Éliminatoires | Éliminatoires | Matchs amicaux | Matchs amicaux | Matchs amicaux | Total | Total | Total |
| Saison                | Sélection             | Campagne              | Sél.           | Cap.           | Buts           | Sél.          | Cap.          | Buts          | Sél.           | Cap.           | Buts           | Sél.  | Cap.  | Buts  |
| --------------------- | --------------------- | --------------------- | -------------- | -------------- | -------------- | ------------- | ------------- | ------------- | -------------- | -------------- | -------------- | ----- | ----- | ----- |
| 2008-2009             | Belgique              | Coupe du monde 2010   | -              | -              | -              | 1             | 1             | 0             | 1              | 1              | 0              | 2     | 2     | 0     |
| 2009-2010             | Belgique              | Coupe du monde 2010   | -              | -              | -              | -             | -             | -             | 2              | 2              | 0              | 2     | 2     | 0     |
| 2011-2012             | Belgique              | Euro 2012             | -              | -              | -              | 2             | 2             | 0             | 5              | 3              | 0              | 7     | 5     | 0     |
| 2012-2013             | Belgique              | Coupe du monde 2014   | -              | -              | -              | 2             | 0             | 0             | 2              | 0              | 0              | 4     | 0     | 0     |
| Total sur la carrière | Total sur la carrière | Total sur la carrière | -              | -              | -              | 5             | 3             | 0             | 10             | 6              | 0              | 15    | 9     | 0     |

### Matchs internationaux
| Matchs internationaux d'Igor de Camargo | Matchs internationaux d'Igor de Camargo | Matchs internationaux d'Igor de Camargo            | Matchs internationaux d'Igor de Camargo | Matchs internationaux d'Igor de Camargo | Matchs internationaux d'Igor de Camargo | Matchs internationaux d'Igor de Camargo | Matchs internationaux d'Igor de Camargo                              |
| #                                       | Date                                    | Lieu                                               | Adversaire                              | Résultat                                | Compétition                             | Club                                    | Notes                                                                |
| --------------------------------------- | --------------------------------------- | -------------------------------------------------- | --------------------------------------- | --------------------------------------- | --------------------------------------- | --------------------------------------- | -------------------------------------------------------------------- |
| 1                                       | 11 février 2009                         | Cristal Arena, Genk, Belgique                      | Slovénie                                | V 2 - 0                                 | Match amical                            | Standard de Liège                       | Titulaire.                                                           |
| 2                                       | 28 mars 2009                            | Cristal Arena, Genk, Belgique                      | Bosnie-Herzégovine                      | D 2 - 4                                 | Éliminatoires de la Coupe du monde 2010 | Standard de Liège                       | Titulaire, remplacé par Eden Hazard à la 46e minute de jeu.          |
| 3                                       | 5 septembre 2009                        | Stade de Riazor, La Corogne, Espagne               | Espagne                                 | D 1 - 3                                 | Éliminatoires de la Coupe du monde 2010 | Standard de Liège                       | Entre en jeu à la place de Wesley Sonck à la 70e minute de jeu.      |
| 4                                       | 9 septembre 2009                        | Stade Républicain Vazgen-Sargsian, Erevan, Arménie | Arménie                                 | D 1 - 2                                 | Éliminatoires de la Coupe du monde 2010 | Standard de Liège                       | Titulaire.                                                           |
| 5                                       | 10 août 2011                            | Stadion Stožice, Ljubljana, Slovénie               | Slovénie                                | N 0 - 0                                 | Match amical                            | Borussia Mönchengladbach                | Entre en jeu à la place de Marouane Fellaini à la 46e minute de jeu. |
| 6                                       | 2 septembre 2011                        | Stade Tofiq-Béhramov, Bakou, Azerbaïdjan           | Azerbaïdjan                             | N 1 - 1                                 | Éliminatoires de l'Euro 2012            | Borussia Mönchengladbach                | Entre en jeu à la place de Romelu Lukaku à la 61e minute de jeu.     |
| 7                                       | 6 septembre 2011                        | Stade Roi Baudouin, Bruxelles, Belgique            | États-Unis                              | V 1 - 0                                 | Match amical                            | Borussia Mönchengladbach                | Titulaire, remplacé par David Hubert à la 63e minute de jeu.         |
| 8                                       | 7 octobre 2011                          | Stade Roi Baudouin, Bruxelles, Belgique            | Kazakhstan                              | V 4 - 1                                 | Éliminatoires de l'Euro 2012            | Borussia Mönchengladbach                | Titulaire, remplacé par Marvin Ogunjimi à la 73e minute de jeu.      |
| 9                                       | 25 mai 2012                             | Stade Roi Baudouin, Bruxelles, Belgique            | Monténégro                              | N 2 - 2                                 | Match amical                            | Borussia Mönchengladbach                | Titulaire, remplacé par Christian Benteke à la 66e minute de jeu.    |

## Palmarès

### En club
|  |  | KRC Genk - Championnat de Belgique (1) : - Champion : 2002. |  | Standard de Liège - Championnat de Belgique (2) : - Champion : 2008 et 2009. - Vice-champion : 2014. - Coupe de Belgique : - Finaliste : 2007. - Supercoupe de Belgique (2) : - Vainqueur : 2008 et 2009. |  | APOEL Nicosie - Championnat de Chypre (2) : - Champion : 2017 et 2018. - Coupe de Chypre : - Finaliste : 2017. - Supercoupe de Chypre : - Finaliste : 2016 et 2017. |  | KV Malines - Championnat de Belgique de deuxième division (1) : - Champion : 2019. - Coupe de Belgique (1) : - Vainqueur : 2019. |  | RWD Molenbeek - Championnat de Belgique de deuxième division : - Vice-champion : 2022. |